# Escola Superior de Belas-Artes de Lisboa
A Escola Superior de Belas-Artes de Lisboa foi uma instituição de ensino superior artístico portuguesa, vocacionada para o ensino da Arquitectura, Escultura e Pintura.

## História
Criada pela Lei n.º 2043, de 10 de julho de 1950, a Escola sucedeu à Escola de Belas-Artes de Lisboa.
A regulamentação desta Lei só teve lugar em 1957, através do Decreto-Lei n.º 41362, de 14 de novembro de 1957, que aprovou um conjunto de normas de execução daquela, e do Decreto n.º 41 363, da mesma data, que aprovou o regulamento das Escolas Superiores de Belas-Artes.
Em 1979, a seção de Arquitetura da Escola Superior de Belas-Artes de Lisboa deu origem à Faculdade de Arquitetura da Universidade Técnica de Lisboa.
Em 1991, a seção de Pintura e Escultura foi integrada na Universidade de Lisboa, como Faculdade de Belas-Artes, na sequência de deliberação, de 1 de fevereiro de 1991, do Senado da Universidade, e do despacho n.º 93/ME/91, de 10 de julho de 1991, do Ministro da Educação.